# 达利波尔卡塔

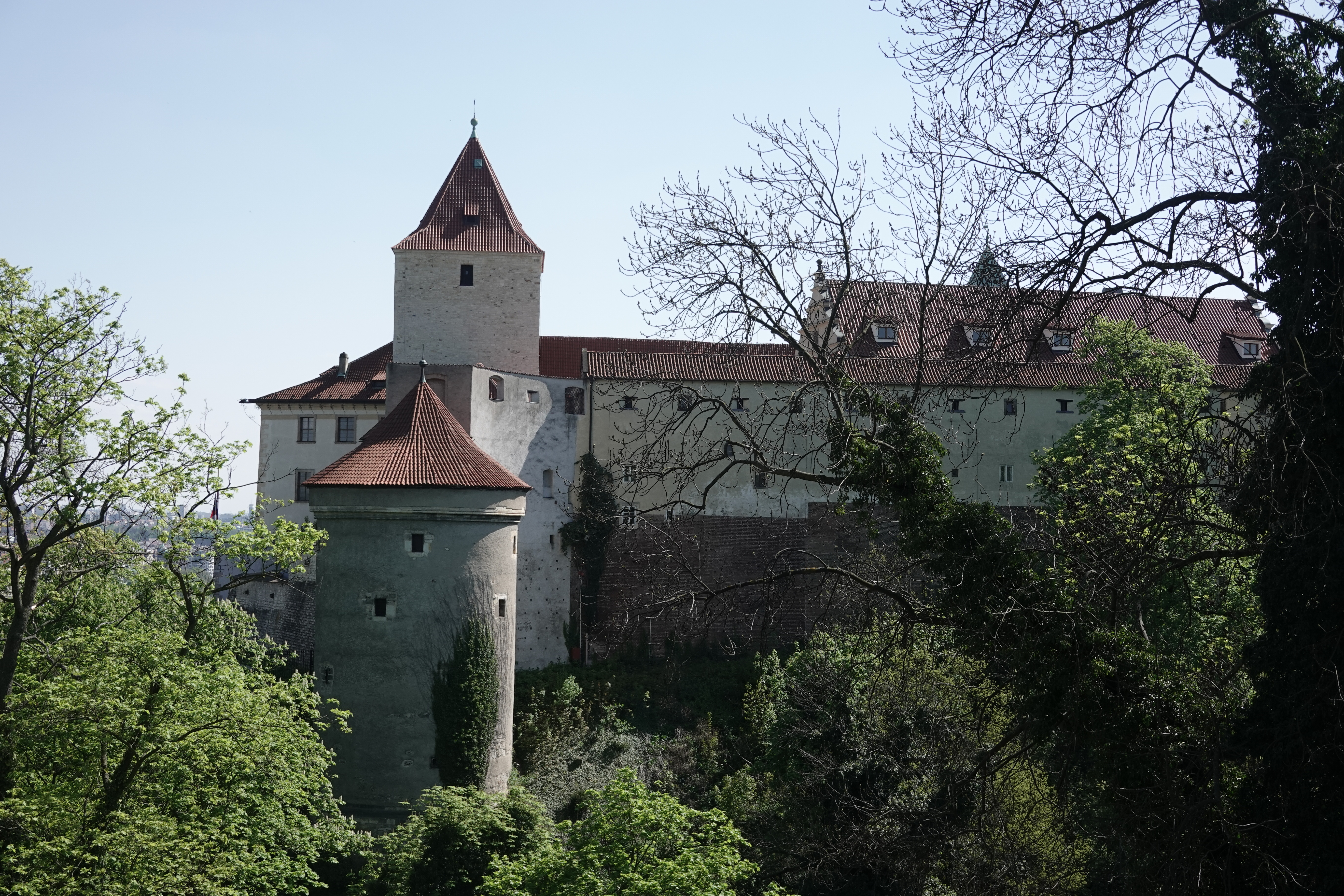
眺望达利波尔卡塔

达利波尔卡（Daliborka）是布拉格城堡的一座哥特式防御塔，曾被用作饥饿塔。它以其首位囚犯达利博尔·冯·科佐耶迪（Dalibor von Kozojedy）的名字命名。

## 历史沿革
黄金巷（Zlatá ulička）的尽头，这座名为达利波尔卡（Daliborka）的炮塔，波希米亚国王弗拉基米尔·雅盖耶洛（Vladislav Jagiello）于1496年下令由建筑师由贝内迪克特·里德（Benedikt Ried）于1496年在鹿壕（Jelení příkop）上方的斜坡上建造。这座炮塔最初更高，但保留至今的只有五层。顶层没有屋顶。宽敞的拱形地下室内有四间牢房，地板上有一个圆形开口，通向地牢，囚犯通过滑轮被送入地牢。科佐耶迪（Kozojedy）的达利博尔是1498年入狱的第一位囚犯，这座炮塔以他的名字命名。他因容忍邻近庄园的农奴起义并将叛乱分子带入自己的住所而被监禁。传说他在塔里学习拉小提琴以谋生。另一位著名的囚犯是弗朗齐谢克·安东宁·斯波克伯爵（Francišek Antonín Sporck），他是一位受欢迎的艺术赞助人。
斯美塔那的歌剧《达利博尔》就是根据这个故事改编的。它一直被用作监狱，直到1781年。同年的一场大火之后，塔楼被烧毁了一层，只剩下五层。

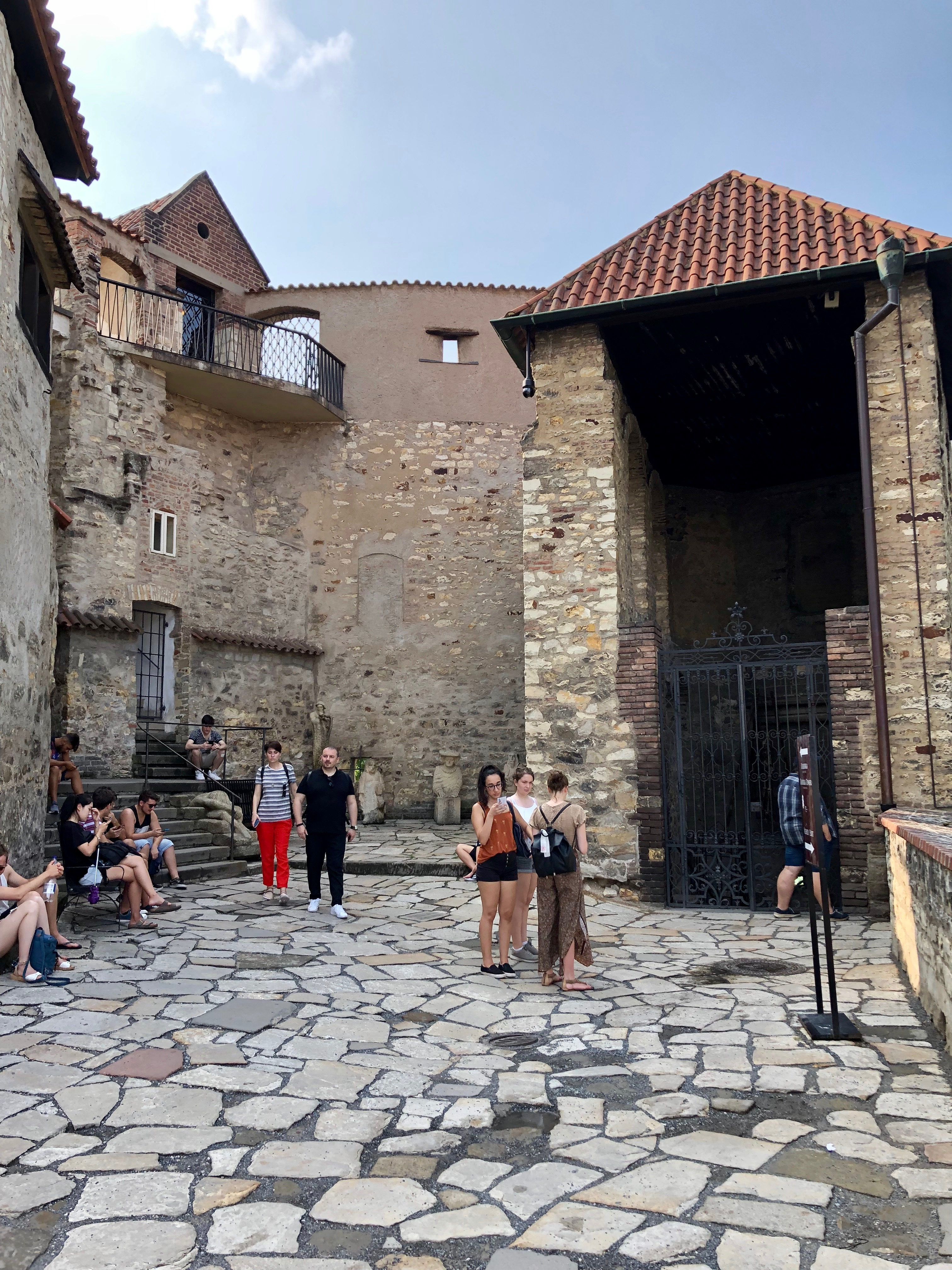
游客入口处。

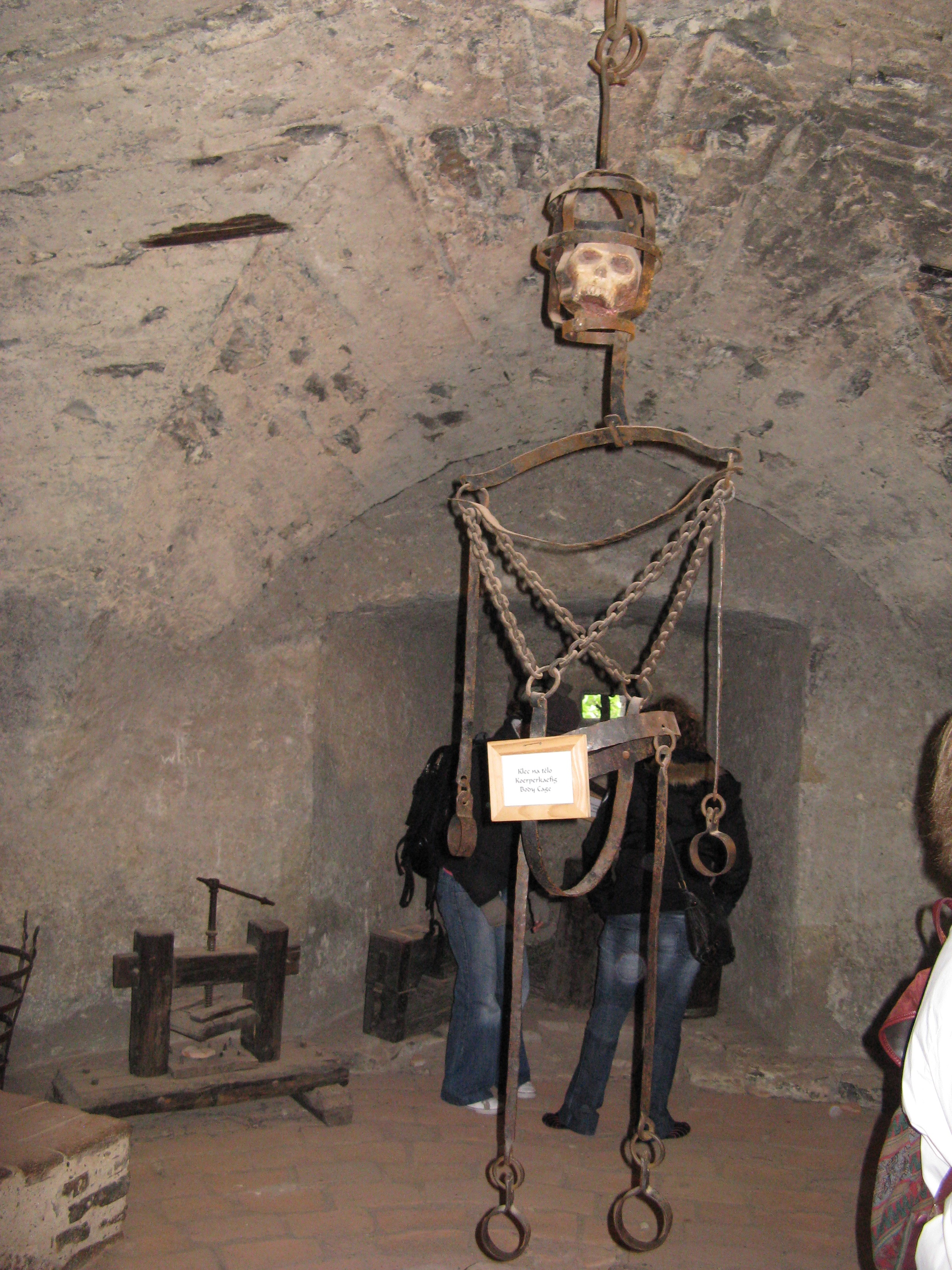
达利波尔卡塔内部刑具展览。

这座塔楼向游客开放，并设有关于酷刑和审讯的展览。

## 文学描述
这座塔因其黑暗、神秘的历史和特殊的地理位置，成为了一些文学家描述的对象。
例如，德语作家里尔克在早年作品《两个布拉格故事》中，就曾描写三个年轻人游览塔中内部结构的情景：
她发现两个男人和那个女人正弯腰站在房间中央，一根燃烧的蜡烛在他们低垂的头顶上方的绳子上摇曳。然后，随着一声刺耳的响声，蜡烛越发低垂，掠过三张脸，那三张脸在一瞬间被照亮；它沉到了他们的脚边，慢慢地消失在地板上一个黑色的圆形开口里,只有最后一丝即将熄灭的微光在开口上方闪烁。这时，路易莎也探过身去，看到那根小小的蜡烛，深深地落在下面第二个灰暗的房间，在它的下面似乎还有黑色的第三个房间。
“哦，”路易莎说。
兹登科握住她湿漉漉、颤抖的手：“小心点，路易莎。”
然后，老妇人用一种贫乏单调的声音说了些什么，似乎害怕潮湿的墙壁，羞涩地在四个脑袋附近盘旋。“新来的，”她立刻说道，语气平静而神秘，仿佛这是她第一次向别人吐露的一段珍贵回忆，“新来到这下面的人会得到一块面包和一壶水。是的，他们得用面包和水维持生计，然后就坐在洞边，看着那个已经在那里待了一两个星期的人，具体情况视情况而定（有些人就是这么顽强），慢慢地饿死。然后，等一切都结束后，看在上帝的份上，他们就被放了下去…”

除此以外，德语作家古斯塔夫·梅林克在他的神秘主义小说《瓦尔普吉斯之夜》中也将这座塔当成了无政府主义者们密谋的地点，并加以详细描述：
他惊恐地凝视着饥饿塔，它那白色的圆顶高耸于鹿沟，墙体摇摇欲坠。他隐隐约约地感觉到，这座塔依然活着——多少受害者已在它石砌的腹中发疯，但摩洛神[ 摩洛（德语：Moloch）是旧约圣经里西顿人的“日神”，（参圣经·王上 11:33）其象征是一个圆孔外有光芒，孔内有一牛头，头两边有人的左右臂。拜摩洛的人经常将头生的儿女、婴孩放在牛左右手掌上，（参圣经结 20:26）日神的圆孔则用烈火烧热，使婴孩慢慢被烙死。摩洛的祭司则命人打鼓，其声震天，使婴孩的父母听不见被烙婴儿的凄惨哭声。]却意犹未尽，如今，在沉睡了一个世纪之后，它再次苏醒。
自孩提时代以来，他第一次不觉得这是人手所造——不,它是一个花岗岩巨兽，有着骇人的内脏，如同贪婪的夜行野兽般吞噬着血肉。它有三层，由水平隔板层隔开，中间有一个圆孔，如同食道，从食道直通胃部。在古时，在最顶层的房间里,犯人年复一年地囚禁在无光、可怕的黑暗中，如同慢慢的吞噬，直到他们被绳索吊到中间层的房间里,吃喝着最后一罐水和面包，在那里奄奄一息，如果他们没有先被从深处飘来的腐烂恶臭逼疯并跳入前辈们腐烂的尸体堆，他们就只能在那里苟延残喘。